# Sebastian Giesen
Sebastian Giesen (geboren 1970 in Koblenz) ist ein deutscher Kunst- und Bauhistoriker, Sachbuchautor und Herausgeber.

## Leben
Giesen studierte die Fächer Architektur, Kunst- und Baugeschichte sowie Internationale Technische und Wirtschaftliche Zusammenarbeit in Kaiserslautern, Aachen und Bonn. 1998 legte er an der Technischen Hochschule Aachen seine Dissertation vor zum Thema Den Faust, dächt' ich, gäben wir ohne Holzschnitte und Bildwerke. Goethes „Faust“ in der europäischen Kunst des 19. Jahrhunderts. Nach seiner Tätigkeit als Mitarbeiter des Suermondt-Ludwig-Museums in Aachen volontierte er 1998 an der Hamburger Kunsthalle und ging zudem weiteren Tätigkeiten in praktischer Denkmalpflege sowie Museen in Aachen und Hamburg nach.
Von 2000 bis 2007 leitete er das Ernst-Barlach-Haus der Stiftung Hermann F. Reemtsma in Hamburg.
Giesen, 2024 Geschäftsführer der Hermann-Reemtsma-Stiftung, publizierte mehrere Kunstführer und beschäftigt sich schwerpunktmäßig mit der Kunst von Ernst Barlach.

## Schriften (Auswahl)
- Den Faust, dächt' ich, gäben wir ohne Holzschnitte und Bildwerke. Goethes „Faust“ in der europäischen Kunst des 19. Jahrhunderts, Dissertation 1998 in der TH Aachen, 1998; Inhaltsverzeichnis
- Celia Solf (Red.), Sebastian Giesen (Red., Text): Kunst auf Lager. Bündnis zur Erschliessung und Sicherung von Museumsdepots. Dokumentation einer Initiative Aktivitäten und Förderungen 2014–2018, Hamburg: Hermann Reemtsma Stiftung, 2018
- Tieranatomisches Theater Berlin (= Hefte zur Baukunst, Band 1), Kunstführer, übersetzt von Aymone Rassaerts und Stefan Hollstein, Herausgeber: Hermann Reemtsma Stiftung, Dortmund: Verlag Kettler, 2020, ISBN 978-3-86206-823-4; Inhaltstext und Inhaltsverzeichnis
- The Iron Bridge, Iron Bridge, England (= Hefte zur Baukunst, Bd. 2), Kunstführer, Dortmund: Verlag Kettler, 2020, ISBN 978-3-86206-848-7 und ISBN 3-86206-848-X; Inhaltstext und Inhaltsverzeichnis
- Sebastian Giesen, Carolin Vogel: Hermann Reemtsma Stiftung 2015–2020, Festschrift, Hamburg: Hermann Reemtsma Stiftung, 2021; Inhaltsverzeichnis
- Ernst Barlach Haus. Hamburg (= Hefte zur Baukunst, Bd. 3), Kunstführer, Dortmund: Verlag Kettler, 2021, ISBN 978-3-86206-941-5 und ISBN 3-86206-941-9; Inhaltstext und Inhaltsverzeichnis
- Goethe-Theater Bad Lauchstädt (= Hefte zur Baukunst, Bd. 4), Kunstführer, Dortmund: Verlag Kettler, 2022, ISBN 978-3-86206-992-7 und ISBN 3-86206-992-3; Inhaltstext und Inhaltsverzeichnis
- Halbmondhaus, Hamburg (= Hefte zur Baukunst, Bd. 5), Kunstführer, Dortmund: Verlag Kettler, 2022, ISBN 978-3-98741-019-2 und ISBN 3-98741-019-1; Inhaltstext und Inhaltsverzeichnis
- Dehmelhaus. Hamburg (= Hefte zur Baukunst, Bd. 6), Kunstführer, Dortmund: Verlag Kettler, 2023, ISBN  	978-3-98741-095-6 und ISBN 3-98741-095-7; Inhaltsverzeichnis